# بودرياس
بودرياس هي عمادة في القصرين بتونس في شمال إفريقيا.
تقع البلدة على الحدود الجزائرية شمال فيريانة. وفيها ينبوع طبيعي (عين) بالقرب من جبل جبل الشعانبي، على ارتفاع 1،544م، وهي واحدة من أعلى النقاط في تونس.

## التاريخ
بودرياس هي موقع دروا، الحصن الروماني المدمر، من مقاطعة بيزاسينا الرومانية.
خلال العصور القديمة المتأخرة، كانت البلدة مقرًا لأبرشية مسيحية. في عام 411، حضر أسقف المدن، أنطونيوس، مجلس قرطاج مع وفد دونانيين. كما صمدت البلدة حتى الحروب العربية البيزنطية في 698م على الأقل.
مرت الفرقة الأولى المدرعة من جيش الولايات المتحدة عبر عين بودرياس خلال الحرب العالمية الثانية.
واليوم يبقى أسقف دروا أسقف شرفي مع الأسقف الحالي جون جوزيف جينيك، الأسقف المساعد في مدينة نيويورك.